# Vincenzo Fiorillo
{{Ficha de deportista
|nombre              = Vincenzo Fiorillo
|imagen              = Fiorillo.jpg
|tamaño imagen       = 220px
|pie                 = Fiorillo en 2011
|nombrecompleto      = Vincenzo Fiorillo
|lugar nacimiento    = Génova, Liguria
|país                = Italia
|fecha nacimiento    = 13 de enero de 1990 (35 años)
|nacionalidad        = Italiana
|nac_deportiva       = 
|altura              = 1,91 m (6′ 3″)
|deporte             = Fútbol
|inicio              = 2008
|clubdebut           = Sampdoria
|posición            = Guardameta
|añoretiro           = 
|clubretiro          = 
|club                = Carrarese Calcio 1908
|número              = 98
|liga                = [[Serie B (Italia)|Serie B]
|selección           = 
|debut internacional = 
|veces internacional = 
|goles internacional = 
|número_selección    = 
|equipos             = 
- Sampdoria (2008-2014)
- → Reggina (2010)
- → Spezia (2011)
- → Livorno (2012-2013)
- Juventus (2014-2016)
- → Pescara (2014-2016)
- Pescara (2016-2021)
- Salernitana (2021-)
- → Carrarese  (2025-act.)

Nota: → indica que estuvo en condición de préstamo.
}}
Vincenzo Fiorillo (Génova, Liguria, Italia; 13 de enero de 1990) es un futbolista italiano. Juega de guardameta y su equipo actual es el Carrarese Calcio 1908 de la Serie B.

## Trayectoria
Formado en las inferiores de la Sampdoria, Fiorillo fue promovido al primer equipo en la temporada 2006-07. Debutó en la Serie A el 13 de abril de 2008 ante Reggina.
Dejó el club en enero de 2014 y fichó por la Juventus. En su etapa en la Juve, fue cedido al Pescara; dejó la Juventus en 2016 y fichó permanentemente en el club. Disputó siete temporadas en Pescara.
El 6 de agosto de 2021, el portero fichó con la Salernitana.

## Selección nacional
Fue internacional juvenil por Italia en varias categorías. Disputó la Copa Mundial de Fútbol Sub-20 de 2009, la Eurocopa Sub-21 de 2009, el Campeonato Europeo de la UEFA Sub-19 2008 y los Juegos Mediterráneos de 2009.

## Estadísticas
Actualizado al último partido disputado el 17 de diciembre de 2021
| Club                 | Div.          | Temporada     | Liga  | Liga  | Copas nacionales | Copas nacionales | Copas internacionales | Copas internacionales | Total | Total |
| Club                 | Div.          | Temporada     | Part. | Goles | Part.            | Goles            | Part.                 | Goles                 | Part. | Goles |
| -------------------- | ------------- | ------------- | ----- | ----- | ---------------- | ---------------- | --------------------- | --------------------- | ----- | ----- |
| Sampdoria · Italia   | 1.ª           | 2007-08       | 1     | 0     | 0                | 0                | —                     | —                     | 1     | 0     |
| Sampdoria · Italia   | 1.ª           | 2008-09       | 2     | 0     | 0                | 0                | —                     | —                     | 2     | 0     |
| Sampdoria · Italia   | 1.ª           | 2009-10       | 1     | 0     | 1                | 0                | 0                     | 0                     | 2     | 0     |
| Sampdoria · Italia   | 1.ª           | 2013-14       | 5     | 0     | 2                | 0                | —                     | —                     | 7     | 0     |
| Sampdoria · Italia   | Total club    | Total club    | 9     | 0     | 3                | 0                | 0                     | 0                     | 12    | 0     |
| Reggina · Italia     | 2.ª           | 2009-10       | 5     | 0     | 0                | 0                | —                     | —                     | 5     | 0     |
| Reggina · Italia     | Total club    | Total club    | 5     | 0     | 0                | 0                | 0                     | 0                     | 5     | 0     |
| Spezia · Italia      | 3.ª           | 2010-11       | 8     | 0     | 0                | 0                | —                     | —                     | 8     | 0     |
| Spezia · Italia      | Total club    | Total club    | 8     | 0     | 0                | 0                | 0                     | 0                     | 8     | 0     |
| Livorno · Italia     | 2.ª           | 2012-13       | 28    | 0     | 1                | 0                | —                     | —                     | 29    | 0     |
| Livorno · Italia     | Total club    | Total club    | 28    | 0     | 1                | 0                | 0                     | 0                     | 29    | 0     |
| Pescara · Italia     | 2.ª           | 2014-15       | 31    | 0     | 2                | 0                | —                     | —                     | 33    | 0     |
| Pescara · Italia     | 2.ª           | 2015-16       | 37    | 0     | 2                | 0                | —                     | —                     | 39    | 0     |
| Pescara · Italia     | 1.ª           | 2016-17       | 9     | 0     | 1                | 0                | —                     | —                     | 10    | 0     |
| Pescara · Italia     | 2.ª           | 2017-18       | 34    | 0     | 2                | 0                | —                     | —                     | 36    | 0     |
| Pescara · Italia     | 2.ª           | 2018-19       | 34    | 0     | 2                | 0                | —                     | —                     | 36    | 0     |
| Pescara · Italia     | 2.ª           | 2019-20       | 30    | 0     | 2                | 0                | —                     | —                     | 32    | 0     |
| Pescara · Italia     | 2.ª           | 2020-21       | 38    | 0     | 0                | 0                | —                     | —                     | 38    | 0     |
| Pescara · Italia     | Total club    | Total club    | 213   | 0     | 11               | 0                | 0                     | 0                     | 224   | 0     |
| Salernitana · Italia | 1.ª           | 2021-22       | 1     | 0     | 1                | 0                | —                     | —                     | 2     | 0     |
| Salernitana · Italia | 1.ª           | 2022-23       | 0     | 0     | 0                | 0                | —                     | —                     | 0     | 0     |
| Salernitana · Italia | Total club    | Total club    | 1     | 0     | 1                | 0                | 0                     | 0                     | 2     | 0     |
| Total carrera        | Total carrera | Total carrera | 264   | 0     | 16               | 0                | 0                     | 0                     | 280   | 0     |